# Président de la république de Bulgarie
Le président de la république de Bulgarie (en bulgare : Президент на Република България) est le chef de l'État de la Bulgarie, dont les compétences politiques et institutionnelles sont régies par le chapitre IV de la constitution du 13 juillet 1991.
Le président de la République représente l'unité du peuple et, en vertu de l’article 92 de la Constitution, la Bulgarie dans les relations internationales. Il est assisté, en vertu de ce même article, du vice-président.

## Élection présidentielle

### Indépendance de la fonction
En vertu de l’article 95(2), le président de la République ne peut occuper d'autres fonctions publiques (dont celle de député), sociales ou économiques. Il ne peut être membre de la direction d'un parti politique.

### Conditions d'une candidature
D'après l’article 93 alinéa 2 de la Constitution, tout citoyen bulgare de 40 ans révolus, qui répond aux critères d'éligibilité des députés, et qui vit en Bulgarie depuis au moins cinq ans, peut être élu président.

### Processus électoral
Le président de la République est élu au suffrage universel direct pour un mandat de cinq ans.
Est élu celui qui a plus de la moitié des voix exprimées. Si aucun candidat n’obtient la majorité au premier tour, un second tour, auquel participent les deux candidats ayant eu le plus de voix au premier tour, est organisé dans les sept jours. Le candidat ayant le plus de voix est alors élu.
L’élection présidentielle est organisée au plus tôt trois mois, et au plus tard deux mois, avant l’expiration du mandat du président de la République en exercice.
En cas de litige, la Cour constitutionnelle doit trancher dans un délai d'un mois après l’élection.

### Prestation de serment
En vertu de l’article 96 de la Constitution, qui renvoie à l'article 76(2) de la Constitution, le président de la République prête le serment suivant :

« Заклевам се в името на Република България да спазвам Конституцията и законите на страната и във всичките си действия да се ръководя от интересите на народа. Заклех се. »

— Article 96 de la Constitution

« Je jure, au nom de la république de Bulgarie, de respecter la Constitution et les lois du pays et que tous mes actes seront dirigés par les intérêts du peuple. J'ai juré. »

— Article 96 de la Constitution

## Compétences du président

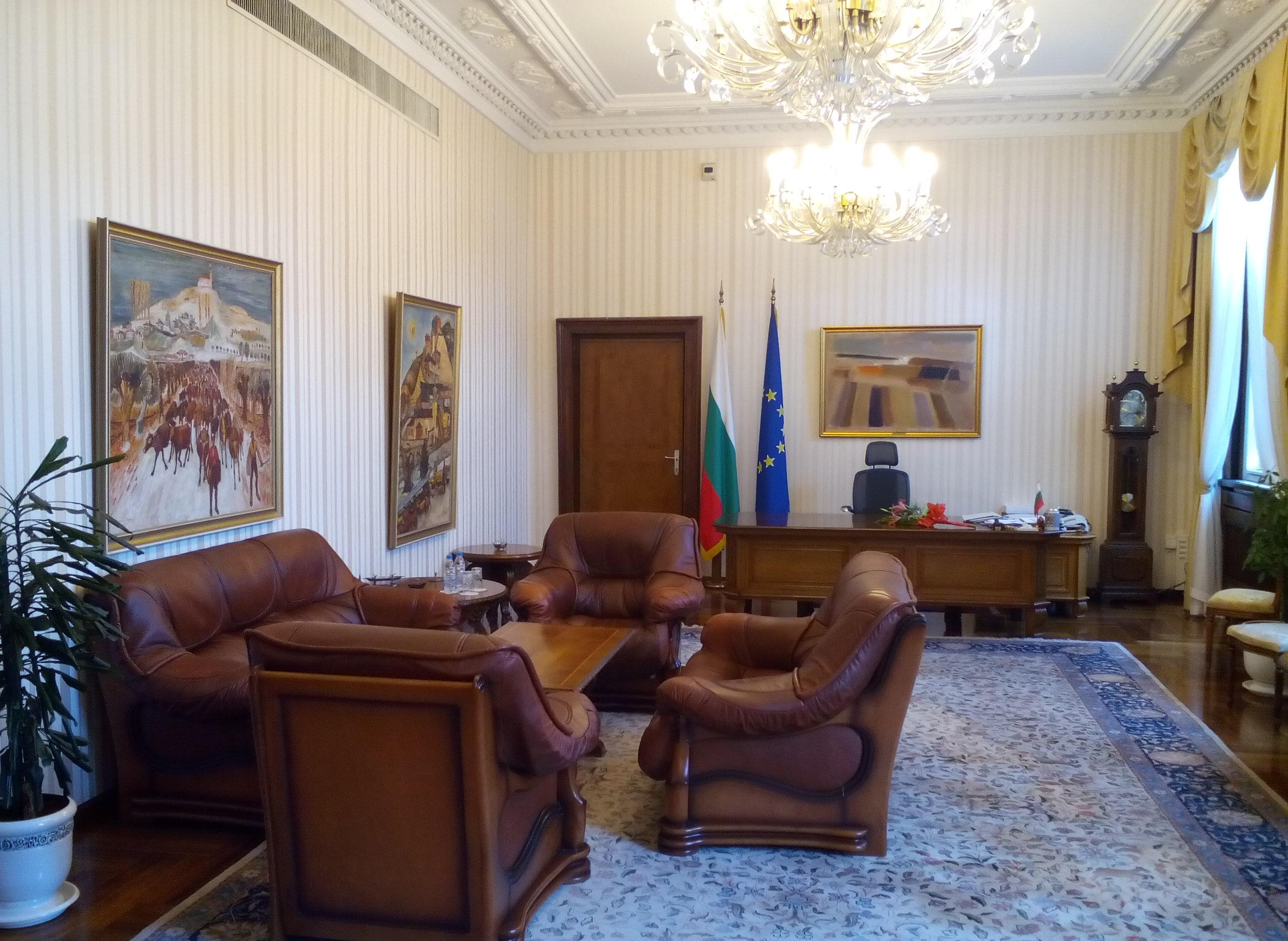
Bureau du président de Bulgarie.

En vertu de l’article 98 de la Constitution, le président de la République a les compétences suivantes :
- il fixe la date des élections législatives, locales, et des référendums ;
- il adresse des messages au peuple et à l’Assemblée nationale ;
- il signe les accords internationaux ;
- il publie les lois ;
- il confirme, sur proposition du Conseil des ministres, les modifications concernant les limites des chefs lieux des unités administratives et territoriales ;
- il nomme et révoque, sur proposition du Conseil des ministres, les dirigeants des représentations diplomatiques et les représentants permanents de la république de Bulgarie auprès d'organisations internationales, et reçoit les lettres de créances et de rappel des représentants diplomatiques étrangers dans le pays ;
- il nomme et relève de leurs fonctions d'autres fonctionnaires d’État tel que prévu par la loi ;
- il décerne des ordres et des médailles ;
- il ordonne l'acquisition, le rétablissement, la perte et la déchéance de la nationalité bulgare ;
- il accorde le droit d'asile ;
- il exerce le droit de grâce ;
- il procède à l'annulation des créances irrécouvrables de l'État ;
- il dénomme des sites nationaux et des localités ;
- et il informe l'Assemblée nationale des principaux problèmes relevant de ses pouvoirs.

### Formation du gouvernement
Il a aussi pour fonction de demander au candidat à la fonction de ministre-président de former un gouvernement. Si celui-ci n'y parvient, il charge le candidat désigné par le deuxième groupe parlementaire de faire de même. Si celui-ci n’y parvient pas à son tour, le président de la République charge le candidat d'un autre groupe parlementaire d'essayer de former un gouvernement. Si aucun accord de gouvernement n’est trouvé, le président dissout l'Assemblée nationale.

### Fonctions militaires
En vertu de l’article 100, le président de la République :
- est le commandant en chef des forces armées de la république de Bulgarie.
- nomme et révoque les officiers supérieurs des forces armées et leur décerne les hauts grades militaires sur proposition du Conseil des ministres.
- préside le Conseil consultatif de sécurité nationale dont le statut est prévu par la loi.
- proclame la mobilisation générale ou partielle sur proposition du Conseil des ministres et aux termes de la loi.
- déclare la guerre en cas d'attaque armée contre le pays ou en cas de nécessité de remplir d'urgence des engagements internationaux, l'état de guerre ou un autre état d'exception lorsque l'Assemblée nationale ne siège pas. Dans ces cas, l'Assemblée nationale est immédiatement convoquée en session pour se prononcer sur cette décision.

## Statut
En vertu de l’article 103(1) de la Constitution, le président de la République n’est pas tenu responsable des actions effectuées au cours de l'exercice de ses fonctions, sauf s'il s'agit de haute trahison et d'infraction à la Constitution. Dans ce cas, l'accusation doit être soutenu par un quart des députés et maintenue si elle est votée par plus de deux tiers des députés à l'Assemblée. Le Tribunal constitutionnel examine l'acte d'accusation dans un délai d'un mois. Si les accusations sont confirmés, le mandat est suspendu.
Dans les autres situations, le président de la République ne peut être arrêté ou traduit en justice.

## Succession
En vertu de l'article 97, les fonctions du président de la République prennent fin dans les cas suivants :
- démission devant le Tribunal constitutionnel
- incapacité durable d'exercer son pouvoir à cause d'une maladie grave ;
- aux termes de l'article 103 (haute trahison et infraction à la Constitution) ;
- décès.

En ce qui concerne ces deux premiers points, le mandat du président de la République est suspendu lorsque le Tribunal constitutionnel constate que les conditions sont présentes. En cas de démission du président, l’intérim est exercé par le vice-président de la république de Bulgarie, si ce dernier ne peut pas, à son tour, exercer ce poste, l'intérim revient au président de l’Assemblée nationale jusqu'à l’élection d'un nouveau président et vice-président de la République. L’élection anticipée doit se dérouler dans les deux mois.

## Présidents successifs

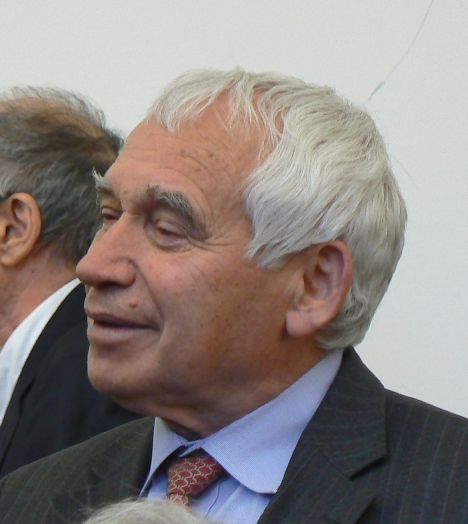
Jeliou Jelev (1990-1997)
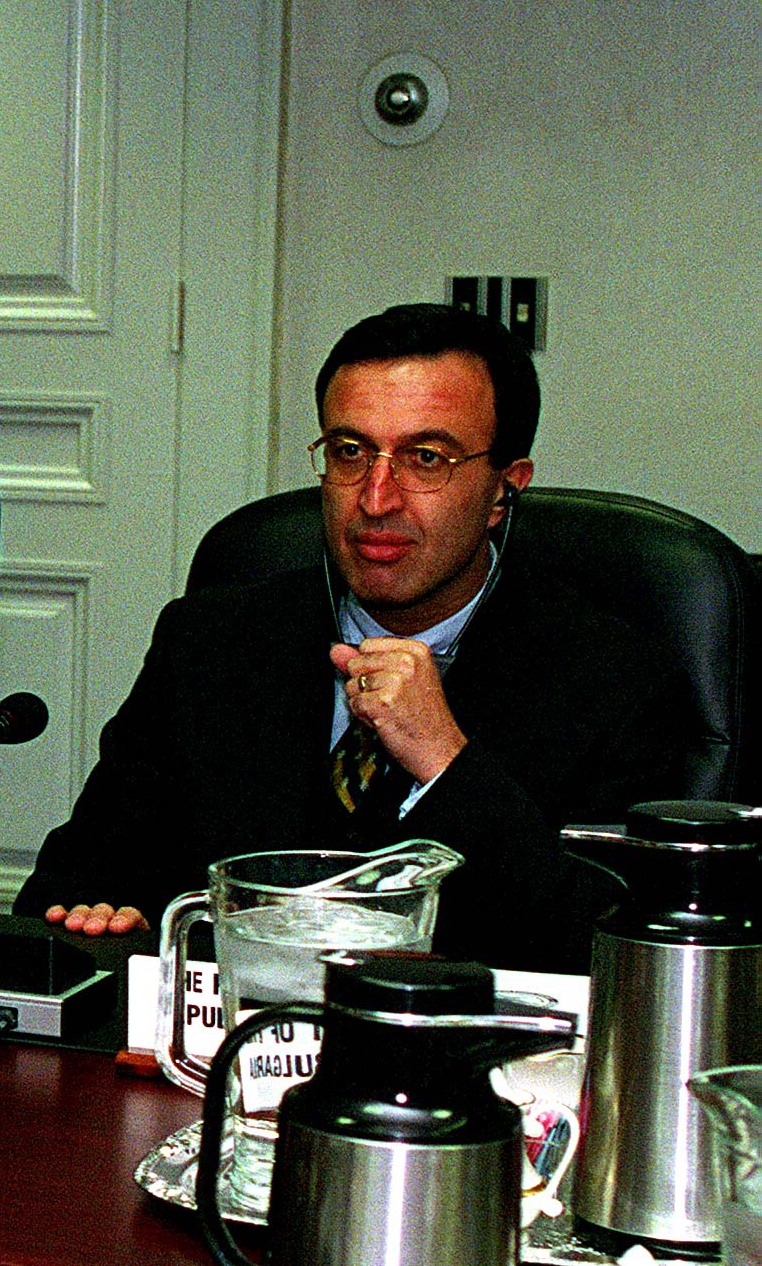
Petar Stoyanov (1997-2002)
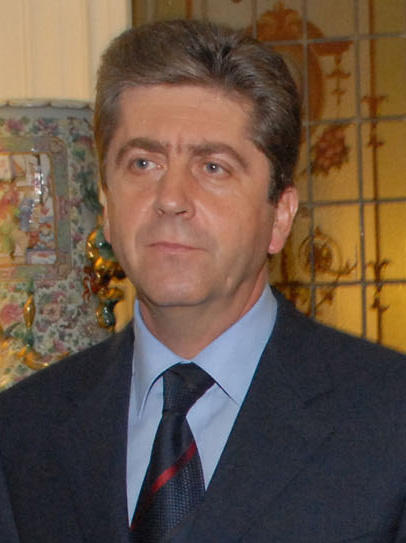
Gueorgui Parvanov (2002-2012)
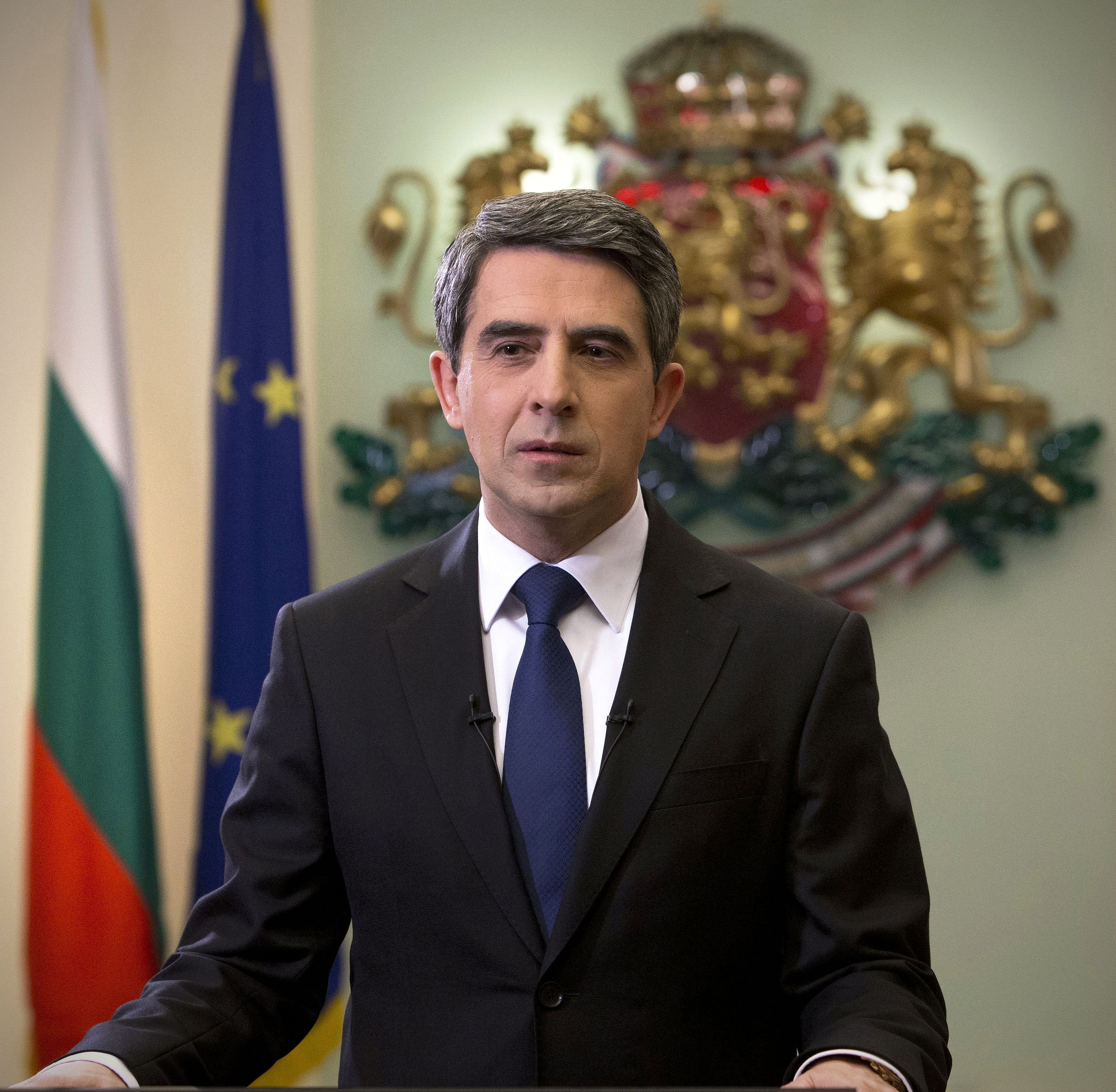
Rossen Plevneliev (2012-2017)
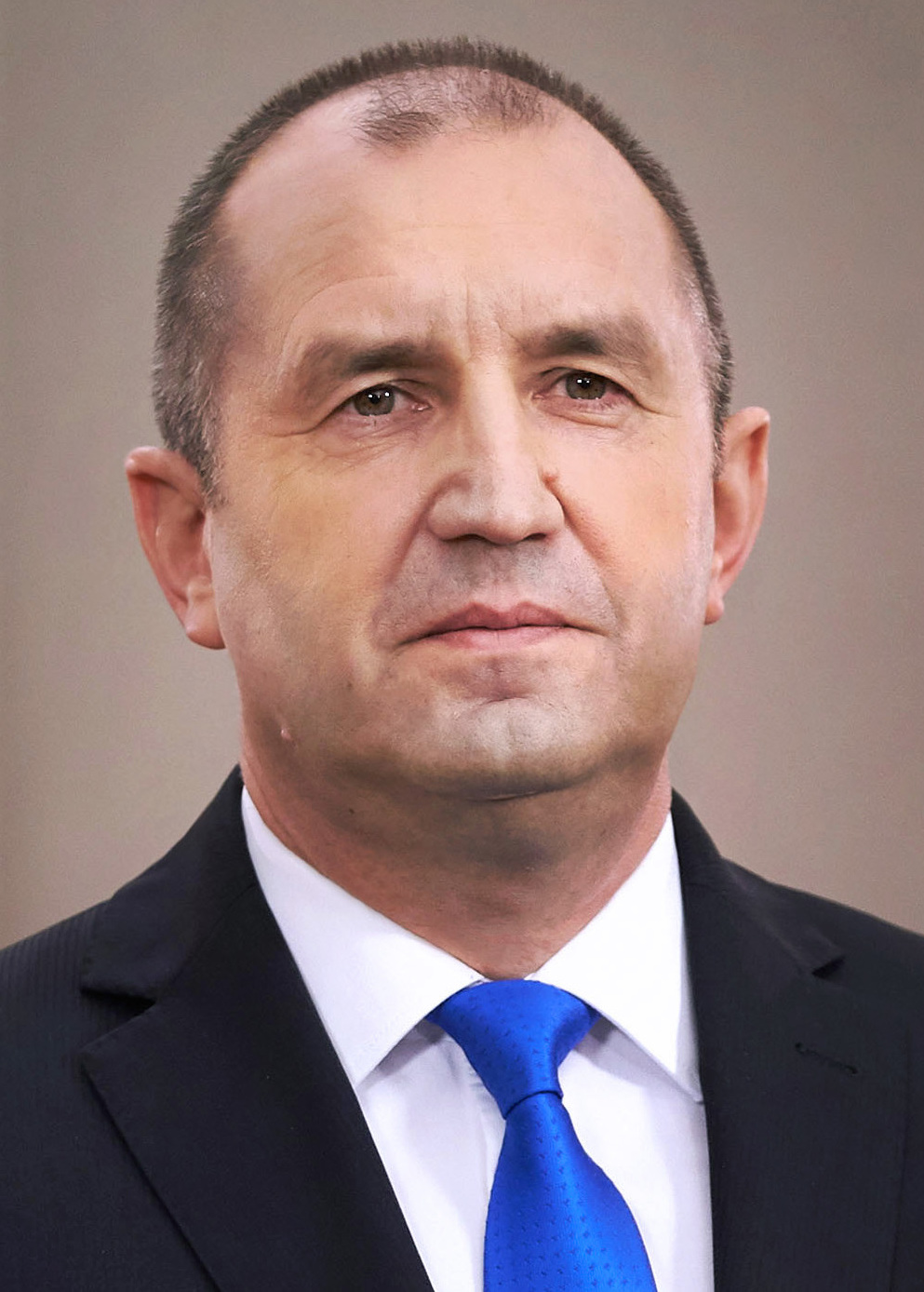
Roumen Radev (depuis 2017)